# Potjiekos

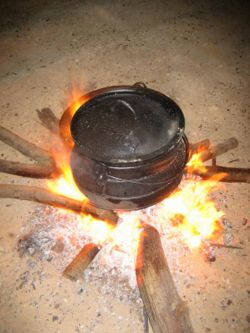
Preparación de un Potjie

En la cocina Afrikáner de Sudáfrica, potjiekos (pronunciado [ˈpɔɪkiːkɒs]), literalmente traducido como "pequeña cacerola de comida", es un estofado preparado al aire libre en una tradicional cacerola de acero ondeada de tres piernas metálicas llamada potjie, la cual es frecuentemente utilizada en Súdafrica y Namibia. La cacerola es calentada eficientemente a las brasas, es decir utilizando pequeñas cantidades de madera o carbón.

## Historia
En la receta tradicional se incluye carne, vegetales, arroz o patatas, todos son cocinados a fuego lento con especies, tradicionalmente también se utilizaban especies provenientes del archipiélago malayo-holandés, representando el distintivo picante de la mezcla de sabores de la cocina sudafricana de los diferentes grupos étnicos. Entre los otros ingredientes comunes se encuentran frutas y productos basados en harina como la pasta.
El Potjiekos fue originado por los Voortrekker o Bóeres descendientes de colonos holandeses en la región que a través de los años se movilizaron en diferentes regiones del sur de África, fueron quienes evolucionaron el método convencional de un estafado que ya conocían a preparar un estofado de carne de venado y vegetales cocinados en un potjie, esto daría origen al potjie actual, cuya carne usada es principalmente vacuna. Hoy en día hay numerosos libros de recetas y chefs que preparan ptjiekos, existen diferentes ingredientes para el potjiekos. Anualmente se llevan a cabo competencias de preparación de potjiekos en Sudáfrica.

## Ingredientes y proceso general

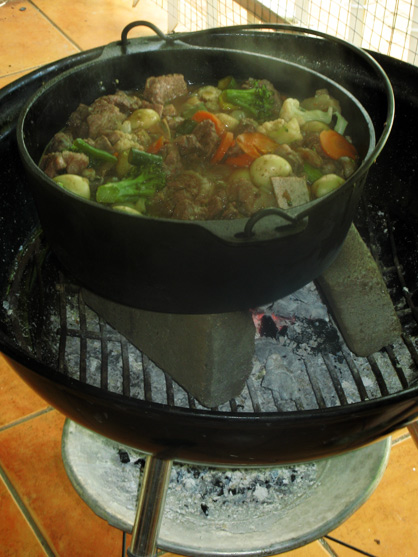
Un potjie improvisado

El potjie, con un poco de aceite en su interior, es colocado directamente en el fuego (o puede ser colocado en un parrilla) hasta que el aceite ha sido suficientemente absorbido. La carne se agrega primero, dependiendo de la preferencia del método de cocción, esta puede ser de cordero, porcina o biltong. La carne es especiada y algunas veces se le añade alcohol - principalmente cerveza, Old Brown Sherry o algo similar a Humbro.
Cuando la carne está semicocida se añaden vegetales, así como también patatas y "mealies" (consiste en harina de maíz no refinada) son añadidas, al igual que diferentes tipos de especias. Entonces se cierra la tapa de la cecerola y se cuece a fuego lento. La preparación del potjiekos más que un método de preparación es una actividad social en Sudáfrica al igual que el Braai, en cuanto al potjiekos su tiempo de preparación varía de 3 a 6 horas, dependiendo de la intensidad de fuego e ingredientes que se utilizen y es usualmente acompañado con arroz o pasta.